# Reginald Frederick Lawrence
Reginald Frederick Lawrence (6 maart 1897, George, West-Kaap – 9 oktober 1987, Pietermaritzburg) was een Zuid-Afrikaans arachnoloog. Hij was van 1922 tot 1935 verbonden aan het Zuid-Afrikaans Museum in Kaapstad, van 1935 tot 1948 directeur van het Natal Museum in Pietermaritzburg, en tot 1986 onderzoeker en staflid van hetzelfde museum.

## Loopbaan
Lawrence volgde van 1908 tot 1913 zijn middelbareschoolopleiding aan Saint Andrew's College in Grahamstown. Hij studeerde aan het South African College (nu Universiteit van Kaapstad), waar hij in 1922 zijn B.Sc. haalde. Hij moest zijn studie in 1917 onderbreken toen hij tijdens de Eerste Wereldoorlog twee jaar bij de infanterie in Frankrijk diende. Hij kwam gewond terug en maakte zijn studie af nadat hij voldoende hersteld was.
Meteen na het behalen van zijn B.Sc. in 1922 kwam hij als assistent in dienst bij de wetenschappelijke staf van het Zuid-Afrikaans Museum. Hij werd daar verantwoordelijk voor de Arachnida, Myriapoda, reptielen en amfibieën. In de tijd dat hij in dienst was van het museum maakte hij verschillende verzamelexpedities in het zuidelijk deel van het continent. Tijdens zijn eerste expeditie, naar Mozambique, in 1923, reisde hij alleen, meestal per ezel. Van 1923 tot 1925 verbleef hij drie maanden per jaar in Zuidwest-Afrika om daar te verzamelen. De verzameling Arachnida die tijdens zijn veldwerk ontstond, vormde de basis voor het onderzoek waarop hij in 1928 aan de Universiteit van Kaapstad tot Ph.D. promoveerde met de dissertatie "The Arachnida of South West Africa".
In 1935 werd Lawrence benoemd als directeur van het Natal Museum (later "Kwazulu-Natal Museum") in Pietermaritzburg. Hij gaf die functie in 1948 op om meer tijd aan onderzoek te kunnen besteden, maar bleef wel aan het museum verbonden. Hij bleef verzamelen in de regio, in bossen van Kaap de Goede Hoop tot de Limpopo rivier, en van de kust van de Indische Oceaan in het oosten, tot aan de Drakensbergen in het westen. Daarnaast verzamelde hij in Madagaskar, Mauritius, Mozambique, Zuidwest Afrika en Zimbabwe (toen nog Zuid-Rhodesië).

## Privéleven
Lawrence was getrouwd met de psychologe Ella Pratt Yule.

## Publicaties
Lawrence publiceerde ongeveer 120 wetenschappelijke publicaties. De lijst hier is een selectie van Museu Nacional Rio de Janeiro, met aanvullingen.
- Lawrence, R.F. (1927). Contributions to a knowledge of the Fauna of South-West Africa. V. Arachnida. Annals of the South African Museum 25: 1–75 (BHL)
- Lawrence, R.F. (1931). The Harvest-Spiders (Opiliones) of South Africa. Annals of the South African Museum 29(2): 341–508 (Pdf)
- Lawrence, R.F. (1933). The Harvest-Spiders (Opiliones) of Natal. Annals of the Natal Museum 7(2): 211–241 (Pdf)
- Lawrence, R.F. (1934). New South African Opiliones. Annals of the South African Museum 30(4): 549–586 (Pdf)
- Lawrence, R.F. (1937). A collection of Arachnida from Zululand. Annals of the Natal Museum 8(2): 211–273
- Lawrence, R.F. (1937). A stridulating organ in harvest-spiders. Annals and Magazine of Natural History, ser. 10, 20: 364–369 (Pdf)
- Lawrence, R.F. (1937). New harvest spiders from Natal and Zululand. Annals of the Natal Museum 8(2): 127–153
- Lawrence, R.F. (1937). The external sexual characteristics of South African harvest-spiders. Transactions of the Royal Society of South Africa 24(4): 331–337 (Pdf)
- Lawrence, R.F. (1938). Harvest-spiders of Natal and Zululand. Annals of the Natal Museum 8(3): 345–371
- Lawrence, R.F. (1938). The odoriferous glands of some South African harvest-spiders. Transactions of the Royal Society of South Africa 25(4): 333–342
- Lawrence, R.F. (1939). A contribution to the Opilionid fauna of Natal and Zululand. Annals of the Natal Museum 9(2): 225–243
- Lawrence, R.F. (1947). A collection of Arachnida made by Dr. I. Trägårdh in Natal and Zululand (1904–1905). Göteborgs Kungliga Vetenskaps- och Vitterhets-Samhälles handlingar, ser. B, 5(9): 1–41 (Pdf)
- Lawrence, R.F. (1947). Opiliones from the Ivory Coast of West Africa collected by R. Paulian and C. Delamare-Deboutteville. Revue Française d'entomologie 14(1): 34–46
- Lawrence, R.F. (1949). A collection of Opiliones and Scorpions from North-East Angola made by Dr. A. de Barros Machado in 1948. Publicações culturais da Companhia de Diamantes de Angola (Diamang), Serviços Culturais, Dundo-Luanda-Angola-Lisboa 1949: 1–20
- Lawrence, R.F. (1951). A further collection of Opiliones from Angola made by Dr. A. de Barros Machado in 1948–1949. Publicações culturais da Companhia de Diamantes de Angola (Diamang), Serviços Culturais, Dundo-Luanda-Angola-Lisboa 13: 29–44
- Lawrence, R.F. (1952). A collection of cavernicolous and termitophilous Arachnida from the Belgian Congo. Revue de zoologie et de botanique Africaines 46: 1–17
- Lawrence, R.F. (1953). Zoological results of a fifth expedition of East Africa. V. Chilopoda (Myriopoda). Bulletin of The Museum of Comparative Zoology 110: 409–423 (BHL)
- Lawrence, R.F. (1953). The Biology of the Cryptic Fauna of Forests.
- Lawrence, R.F. (1957). A third collection of Opiliones from Angola. Publicações culturais da Companhia de Diamantes de Angola (Diamang), Serviços Culturais, Dundo-Luanda-Angola-Lisboa 34: 51–66
- Lawrence, R.F. (1957). The Opiliones collected by Dr. A. de Barros Machado in the Belgian Congo during 1953 and 1955. Revue de zoologie et de botanique Africaines 56(1–2): 151–166
- Lawrence, R.F. (1958). A collection of cavernicolous Arachnida from French Equatorial Africa. Revue Suisse de Zoologie 65(4): 857–866 (Pdf)
- Lawrence, R.F. (1959). Arachnides–Opilions. Faune de Madagascar 9: 1–121 (Pdf)
- Lawrence, R.F. (1962). The significance of cave-living animals in the study of zoogeography. Annals of the Cape Provincial Museums 2: 206–211 (Pdf)
- Lawrence, R.F. (1962). LXXIV. Opiliones. In: Resultats scientifiques des missions zoologiques de l`IRSAC en Afrique orientale – (P. Basilewsky et N. Leleup, 1957). Annales Musée Royal de l'Afrique Centrale, (Sciences zoologiques) 110: 9–89 (Pdf)
- Lawrence, R.F. (1963). The Opiliones of the Transvaal. Annals of the Transvaal Museum 24: 275–304 (Pdf)
- Lawrence, R.F. (1964). A small collection of Opiliones from the Ivory Coast of West Africa. Bulletin du Museum National d'histoire naturelle, ser. 2, 36: 797–811
- Lawrence, R.F. (1964). New cavernicolous spiders from South Africa. Annals of The South African Museum 48: 57–73 (BHL)
- Lawrence, R.F. (1984). The Centipedes and Millipedes of Southern Africa: a Guide.

- Bibsys: 90232443
- Bibliothèque nationale de France: cb123221693 (data)
- CiNii: DA06151949
- Gemeinsame Normdatei: 1261599276
- International Standard Name Identifier: 0000 0001 1744 2268
- Library of Congress Control Number: n78070769
- Nationale bibliotheek van Australië: 35570405
- Nationale Bibliotheek van Israël: 987007273540505171
- Nederlandse Thesaurus van Auteursnamen: 070361088
- Réseau des bibliothèques de Suisse occidentale: 02-A003501861
- Système universitaire de documentation: 138029474
- Virtual International Authority File: 13572939